# Contra-investigación (serie de televisión)
Contra-investigación (título original: "Oskyldigt dömd") es una serie de televisión sueca transmitida del 24 de septiembre de 2008 hasta el 16 de diciembre de 2009, fue creada por Johan Zolltisch.

## Sinopsis
Markus Haglund, es un profesor de derecho penal, que decide establecer una clase  llamada "Oskyldigt dömd" (en español: inocentemente condenados) y con la ayuda de cuatro estudiantes de derecho: Anna Sjöstedt, Fia Jönsson, Belal Al-Mukhtar y Roger Andersson, buscan hacer frente a los casos de personas que ya han sido condenadas y encarceladas, ayudándolos en su lucha por demostrar su inocencia y liberarlos, mientras intentan identificar y encontrar al verdadero responsable de los crímenes por los que se les acusan.

## Reparto

### Personajes principales
- Mikael Persbrandt: Markus Haglund, un profesor de derecho de la clase "Oskyldigt dömd".
- Helena af Sandeberg: Anna Sjöstedt, estudiante de derecho.
- Sofia Ledarp: Fia Jönsson, estudiante de derecho.
- Francisco Sobrado: Belal Al-Mukhtar, estudiante de derecho.
- Leonard Terfelt: Roger Andersson, estudiante de derecho.

### Personajes recurrentes
- Magnus Mark: Tomas Thomén
- Marie Richardson: Ulrika Stiegler
- Måns Nathanaelson: Jesper Sonnelid
- Mats Andersson: Hans Mannerståhl
- Jessica Zandén: Annika Hallin

### Antiguos personajes principales
- Anja Lundqvist: Caroline Gustavsson
- Omid Khansari: Adnan Al-Mukhtar
- Tobias Aspelin: Peter Berglin

### Antiguos personajes recurrentes
- Erik Johansson : Svante
- Jens Hultén: Tore
- Meliz Karlge: Bobo Marlovic
- Martin Wallström: Anders Hellman
- Henrik Norlén: Erik Sundin
- Erik Bolin: Ola Holmberg
- André Sjöberg: Johan
- Susanne Barklund: Jannike Storm
- Johan Hedenberg: Tomas Storm
- Jamil Drissi: Henrik Edin
- Kim Jansson: Fille
- Peter Järn: Christian
- Franceska Löfgren: Li-Anne Persson
- Peter Schildt: Robert Ekelund
- Douglas Johansson: Håkan Malm
- Bengt Järnblad: Kenneth Strömberg
- Reuben Sallmander: Andreas Bergstedt
- Moa Gammel: Nikki
- Peter Viitanen: Johannes
- Johan Häson Kjellgren: Jens Renström
- Allan Svensson: Johnny Jönsson
- Ing-Marie Carlsson: Liselott Jönsson
- Thomas Hedengran: Fredrik Johnsson
- Niklas Falk: Alf Fransson
- Leif Andrée: Leif Persson
- Malin Morgan: Carina Persson

## Episodios

### Primera serie (2008)
1. Déni de justice (Avsnitt 1)
2. Un coupable idéal (Avsnitt 2)
3. A son insu (Avsnitt 3)
4. Une vérité à cacher (Avsnitt 4)
5. Le dilemme (Avsnitt 5)
6. Père et fille (Avsnitt 6)
7. Aveux imparfaits (Avsnitt 7)
8. Incendie meurtrier (Avsnitt 8)
9. Innocence à vendre (Avsnitt 9)
10. Tolérance zéro (Avsnitt 10)
11. L'homme de l'ombre (Avsnitt 11)
12. Silence à la barre (Avsnitt 12)

### Segunda serie (2009)
1. Au détour du chemin (Avsnitt 1)
2. L'Alba Femina (Avsnitt 2)
3. Voyous contre voyous (Avsnitt 3)
4. Un voleur peut en cacher un autre (Avsnitt 4)
5. De bons voisins (Avsnitt 5)
6. Le syndrome de Peter Pan (Avsnitt 6)
7. Le silence est d'or (Avsnitt 7)
8. En attendant Markus (Avsnitt 8)
9. Garde de nuit (Avsnitt 9)
10. Le parfum de l'argent (Avsnitt 10)
11. Pauvre petite fille riche (Avsnitt 11)
12. État d'ivresse (Avsnitt 12)

## Producción
La serie fue dirigida por Richard Holm, Molly Hartleb, Daniel di Grado y Niklas Ohlsson. Contó con varios escritores entre ellos: Johann Zollitsch (también creador), Sara Heldt, Inger Scharis, Stefan Jaworski, Thomas Borgström, Arne Dahl, Dennis Magnusson, Karin Gidfors, Stefan Ahnhem, Jörgen Bergmark, Kerstin Gezelius y Hans Rosenfeldt.
Producida por Johann Zollitsch y Martin Cronström (también productor de línea), con los productores ejecutivos Börje Hansson, Åsa Sjöberg, Cathrine Wiernik (de TV4), Lars Blomgren y Jessica Ericstam (de TV4); así como con el productor de posproducción Peter Bengtsson.
La música estuvo a cargo de Anders Herrlin y Jennie Löfgren.
Mientras que la cinematografía estuvo en manos de Mats Axby, Jens Jansson y Mats Olofsson.
La serie fue filmada en Estocolmo, Provincia de Estocolmo, Suecia.
Contó con la compañía de producción "Filmlance International AB", otras compañías que participaron en la serie fueron "Panorama film & teatereffekter" y "Europa Film Sound Production".
En 2008 fue distribuida por "TV4 Sweden" en la televisión de Suecia y en el 2011 por "ZDFneo" en televisión y por "Edel Media & Entertainment" en DVD de Alemania. 

### Emisión en otros países
| País        | Título                                  | Cadena | Fecha de Estreno         |
| ----------- | --------------------------------------- | ------ | ------------------------ |
| Alemania    | Verdict Revised - Unschuldig verurteilt | -      | 18 de julio de 2011      |
| Finlandia   | -                                       | -      | 24 de septiembre de 2008 |
| Francia     | -                                       | TF1    | 29 de agosto de 2010     |
| Reino Unido | Innocently Convicted                    | -      | -                        |